# Особняк Рекк
Усадьба фон Рекк (также известна как Особняк Рекк, «Дом со львами») — здание на Пятницкой улице в Москве, памятник культуры федерального уровня. Был построен в 1897 году по проекту архитектора Сергея Шервуда. С 2012 года здание передано Министерству энергетики России. Здесь находится один из офисов спецслужбы ФСИН России под названием ГУОДОП.

## История

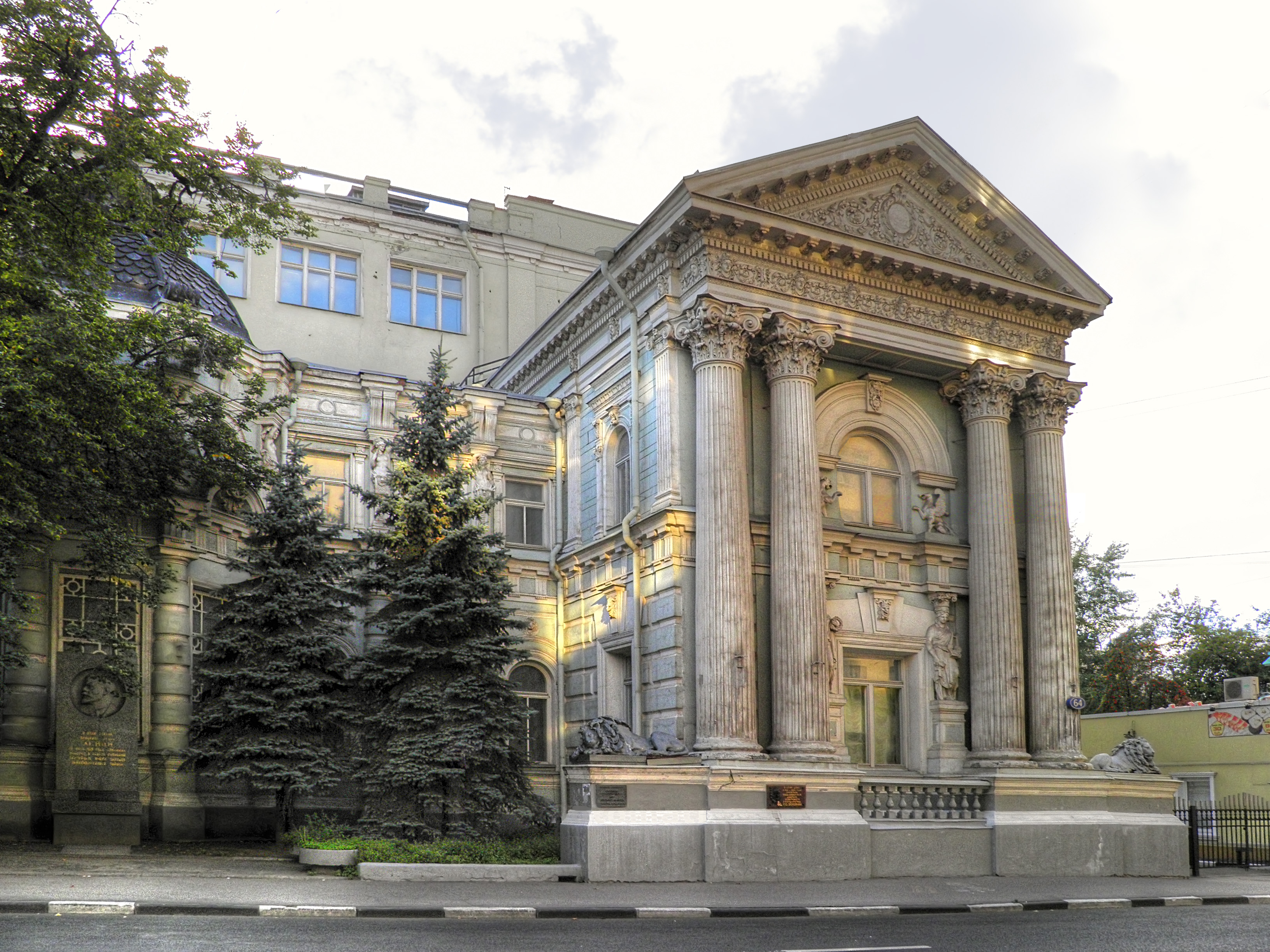
Усадьба фон Рекк до реставрации, 2012

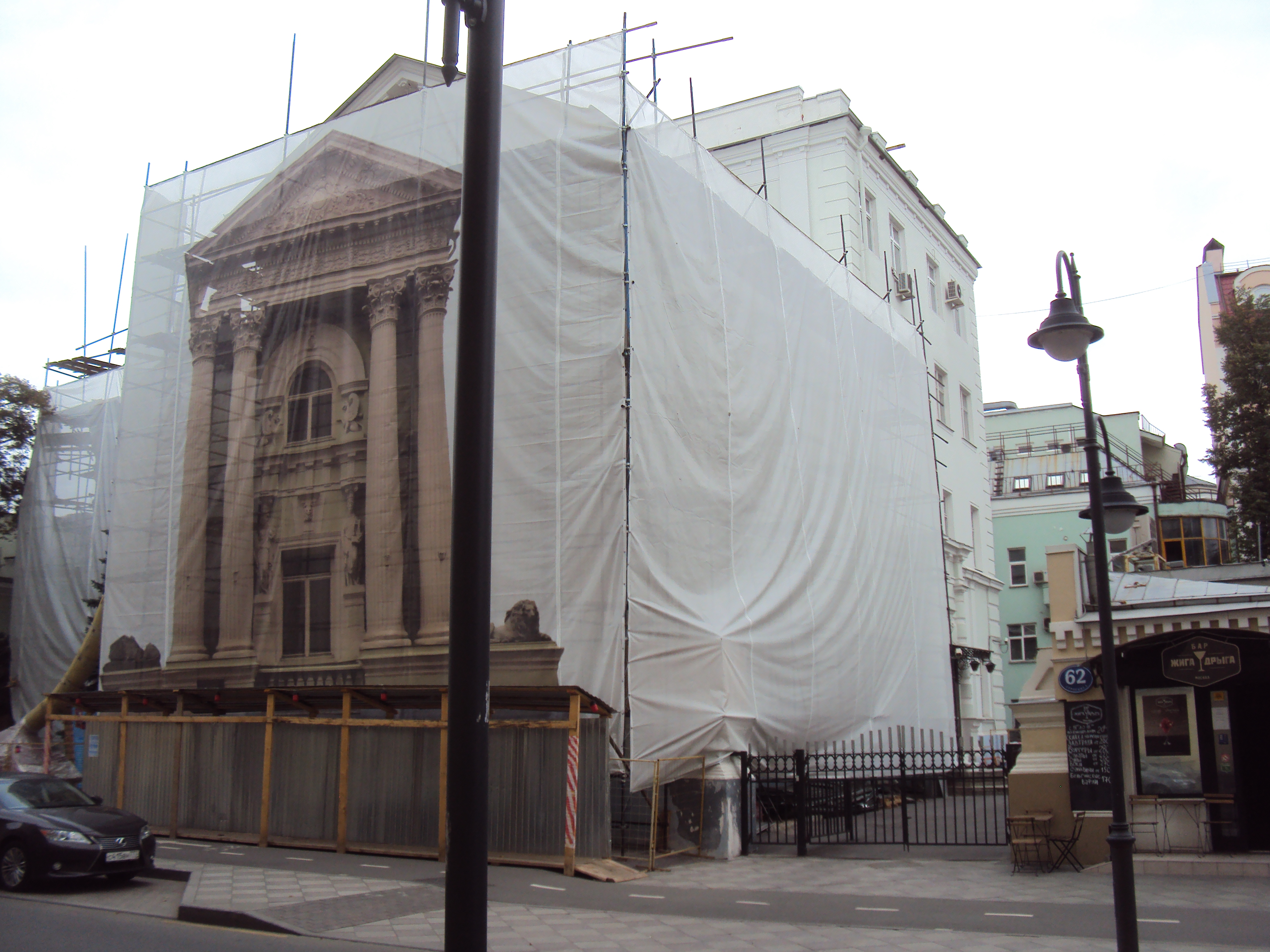
Усадьба фон Рекк во время реставрации, 2015

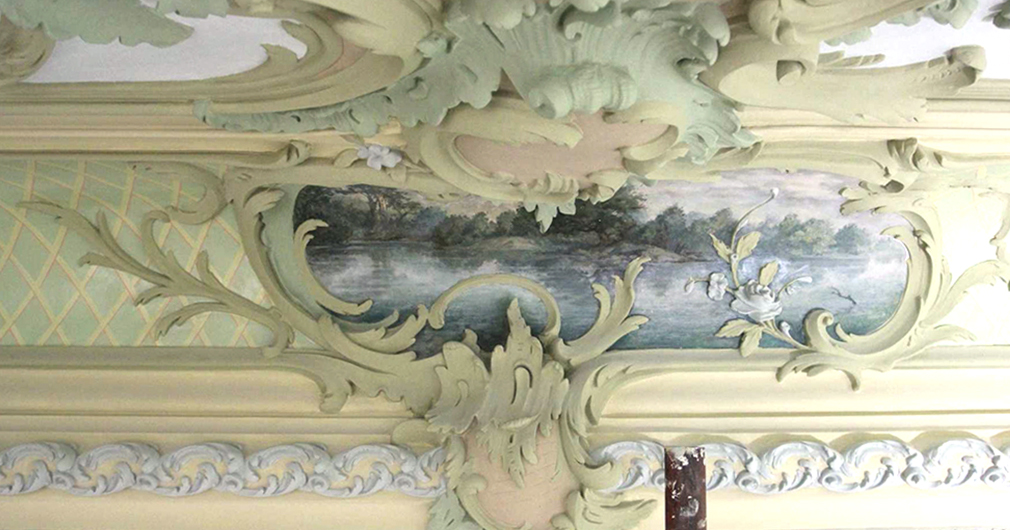
Элемент отделки интерьера, 2017

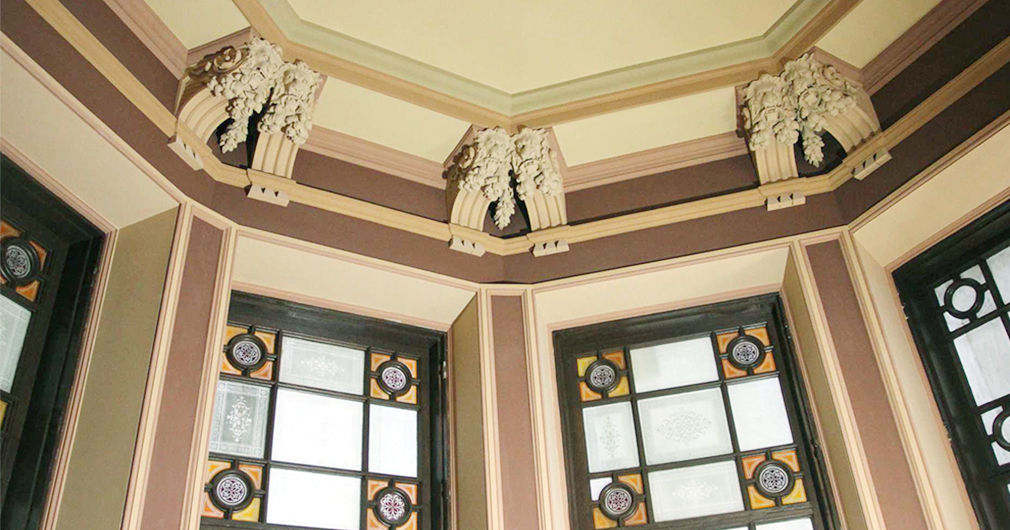
Элемент отделки интерьера № 2, 2017

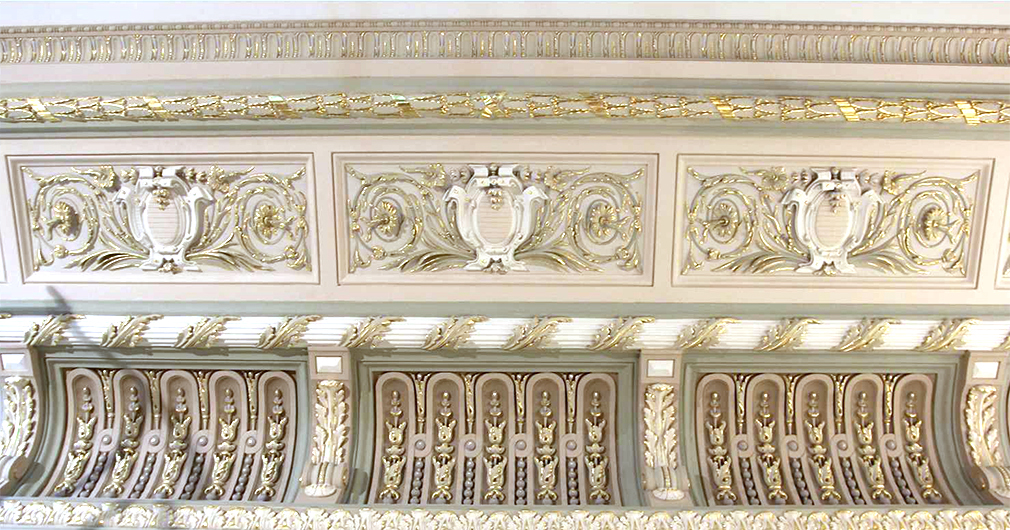
Лепнина парадного зала, 2017

### Начало строительства
К началу XIX века на участке нынешнего дома № 64 по Пятницкой улице находился деревянный дом. Он сгорел при пожаре 1812 года и долгое время земля пустовала. В 1836 году её выкупила титулярная советница Ирина Маркова. Ей принадлежала идея строительства каменной усадьбы на месте сгоревшего дома.
Эта идея была реализована только спустя полвека, когда в 1896 году участок приобрела Ирина Галактионовна (фамилия не сохранилась). При ней началось строительство каменного особняка. Через год недостроенное здание выкупил московский купец Яков Рекк, дальнейшая история дома № 64 на Пятницкой улице тесно связана с его деятельностью.

### Особняк Рекк
Рекк основал Московское торгово-строительное акционерное общество — организацию, которая занималась возведением и перепродажей «всякого рода построек, [в том числе] … доходных домов, особняков». Основная идея заключалась в том, чтобы
«Москву украсить стильными домами, которые, имея технические удобства западноевропейских городских строений, в то же время не убивали бы национального колорита Москвы».
Архитектурное бюро общества возглавлял Сергей Шервуд, позднее — Лев Кекушев. Компания выкупала землю и приглашала для строительства ведущих зодчих своего времени. Создание готовых домов на продажу давало им свободу от требований заказчиков и возможность реализовывать свои творческие замыслы.
Особняк Рекк стал одним из первых коммерческих проектов общества. Полученный при покупке земли план здания доработал сам Сергей Шервуд. В нём архитектор впервые перенёс акцент композиции с протяжённого уличного фасада на меньший боковой. Он также добавил богатый декор: многочисленные классические элементы, лепнину, фигуры львов. Согласно купеческой традиции, особняк был записан на супругу Рекка Вильгельмину. Практически сразу после окончания строительства дом был продан, новым владельцем стал Пётр Васильевич Стахеев. Несколько лет спустя дом перешёл к коммерсанту Николаю Суханову и оставался его собственностью до 1917 года.

### После Революции
После революции особняк был национализирован и почти на 80 лет в нём расположились различные муниципальные организации. В 1917-м здание отдали Замоскворецкому райкому партии. Мемориальная табличка на здании сообщает, что 19 июня 1918 года в нём на собраний партийных ячеек заводов замоскворецкого района присутствовал Владимир Ленин. Секретарём местного райкома в 1921—1924 годах была революционерка Розалия Землячка.
С 1990-х годов особняк был передан Фонду поддержки зимних видов спорта. Некоторые помещения сдавались частным арендаторам.

### Современность
В апреле 2012 года особняк был передан Российскому энергетическому агентству, подразделению Министерства энергетики. Организация получила субсидии из госбюджета на проведение комплексной реставрации. С 2012 по 2017 год здание было закрыто на капитальный ремонт, в ходе которого были восстановлены фасады и внутренние помещения. Реставраторы также обновили лепнину и роспись потолков, витражные окна и паркетный пол. Проект и его реализация получили первое место на конкурсе «Московская реставрация — 2017».

## Архитектура
Здание характеризуется как образец эклектики. Композицию отличает новаторский приём: основными выступают не протяжённые боковые фасады, а меньший по размеру угловой.
При оформлении особняка Сергей Шервуд использовал значительное количество элементов классического стиля и барокко. От классицизма здание получило антаблемент, который поддерживают колонны смешанного ионического и коринфского ордера. Его капители обильно украшены лепниной, кариатидами и маскаронами. Левый объём здания выполнен в виде врезанной в угол восьмиугольной барочной башенки. Эркер венчается куполом с чешуйчатым покрытием, чёрный цвет которого гармонирует с фигурами львов у подножия здания.
Две фигуры львов центрального фасада стали основным стилевым элементом всей композиции. Левый относительно входа лев — спящий, правый — бодрствует. Благодаря этим фигурам здание получило неофициальное название «дом со львами».
Архитектор детально проработал интерьеры внутренних помещений. По проекту Шервуда были созданы несколько парадных залов — зеркальный, мавританский, барочный, музыкальный. В отделке широко использовалась гипсовая лепнина с позолотой и серебрением, в верхней части стен располагались живописные картуши.